# Хэнбери-Трейси, Мерлин, 7-й барон Садли
Мерлин Чарльз Сейнтхилл Хэнбери-Трейси, 7-й барон Садли (англ. Merlin Charles Sainthill Hanbury-Tracy, 7th Baron Sudeley; 17 июня 1939 — 5 сентября 2022) — британский пэр, писатель и ветеран монархии. Член палаты лордов (1960—1999).
Член Консервативной партии всю свою сознательную жизнь, он был президентом, а также председателем Консервативного клуба понедельника в течение семнадцати лет, также являлся вице-канцлером Международной монархической лигии президентом Традиционной британской группы.

## Ранняя жизнь и образование
Мерлин Хэнбери-Трейси родился 17 июня 1939 года в семье капитана Майкла Хэнбери-Трейси (1909—1940), офицера шотландской гвардии, который умер от ран, полученных в Дюнкерке, и Коллин Аннабель, единственной дочери подполковника Коллиса Джорджа Герберта Сент-Хилла, королевских гусар Северного Девона, командовавшего тогда 2/5 батальоном шервудских лесников, который также был убит снайпером в Виллер-Плуиче, Франция, 8 июля 1917 года. Дед барона Садли по отцовской линии, лейтенант Феликс Хэнбери-Трейси, также офицер шотландской гвардии, был убит при атаке немецких позиций близ Фромеля 19 декабря 1914 года.
Садли получил образование в Итоне, а затем окончил исторический факультет Вустерского колледжа в Оксфорде. Садли также читал лекции в Бристольском университете. Он служил в рядах Шотландской гвардии.

## Политическая деятельность
Лорд Садли был активным членом Палаты лордов в течение 39 лет (с 21 года, минимального возраста, в котором можно занять своё место), введя несколько мер, в первую очередь дебаты по предотвращению нелицензионного экспорта исторических рукописей и в 1981 году законопроект о поддержке Книги Бытия. Общая молитва, которая была очищена при втором чтении. Он был одним из наследственных пэров, исключенных из Верхней палаты Законом Палаты лордов 1999 года. В 1985 году он был избран вице-канцлером Международной монархической лиги.
С начала 1970-х годов барон Садли активно участвовал в Консервативном клубе Monday Club, президентом которого он стал в феврале 1991 года. Он написал для них ведущее эссе на тему «Роль наследственности в политике», выпустил политический документ Клуба против реформы лордов в декабре 1979 года, а в 1991 году они опубликовали его брошюру под названием «Сохранение Палаты лордов» с предисловием парламентария Джона Стокса.
В сентябре 2001 года кандидат в лидеры Консервативной партии Иэн Дункан Смит заявил, что Клуб понедельника является «жизнеспособной организацией… в некотором смысле, о чём партия». Однако шесть недель спустя, став лидером, он публично дистанцировался от партии Monday Club до тех пор, пока она не перестала «обнародовать или обсуждать политику, касающуюся расы»; он также указал, что ни один консервативный депутат не должен вносить свой вклад прямо сейчас!ежеквартальный журнал, покровителем которого был лорд Садли, после статьи в нём назвал Нельсона Манделу «террористом». 2 июня 2006 года The Times в отчете о годовом общем собрании Клуба в понедельник Садли заявил, что «Гитлер хорошо сделал, чтобы все вернулись к работе». Он также сообщил, что он сказал, что «Правда, хотя факт может быть, что некоторые расы превосходят другие», продолжая предполагать, что такая риторика может помешать надеждам Клуба понедельника снова быть принятым в кругах Консервативной партии.
Барон Садли также был вице-президентом ныне несуществующего Института западных целей, а 25 сентября 1989 года председательствовал на ужине WGI в Симпсоне-на-Стрэнде для президента Сальвадора Альфредо Кристиании его внутреннего кабинета.
Он являлся покровителем Ассоциации банкротства (Lloyds Bank выкупил Чарльза Хэнбери-Трейси, 4-го барона Садли в 1893 году, когда его долг был дважды покрыт крупными активами) и организатором Форума стабильных валют, также являлся покровителем Общества молитвенников и в прошлом президентом клуба Поуисленда.

## Личная жизнь
Лорд Садли проживал в Лондоне. Он был женат три раза и дважды развелся.
18 января 1980 года лорд Садли женился первым браком (брак расторгнут в 1988 году) на достопочтенной Элизабет Мэйри Вильерс (3 ноября 1941 года — 29 сентября 2014 года), дочери Дерека Уильяма Чарльза Кеппела, виконта Бери (наследника 9-го графа Олбемарла), и леди Мэйри Вейн-Темпест-Стюарт, младшей дочери 7-го маркиза Лондондерри и бывшая жена Аластера Майкла Хайда Вильерса, партнёра биржевых маклеров Panmure Gordon & Company.
В 1999 году он женился на Маргарите Келлетт (род. 1962), дочери Николая Данко, бывшей жены брокера Ллойда Найджела Келлетта. Супруги развелись в 2006 году.
В 2010 году барон Садли женился на докторе Татьяне Дудиной (род. 19 августа 1950), дочери полковника Бориса Дудина и Галины Веселовской. Леди Садли имеет степень доктора филологии в Московском государственном лингвистическом университете.